# Når ravnen flyver
Når ravnen flyver (originaltitel: Hrafninn flýgur) er en islandsk film fra 1984 som foregår i vikingetidens Island. Filmen, der er instrueret og skrevet af Hrafn Gunnlaugsson, er blevet beskrevet som en islandsk spagetti-vikinge-film og var Gunnlaugsson internationale gennembrud.

## Handling
Filmen foregår under vikingetiden. En gruppe islandske vikinger hærger langs Irlands kyster på udkig efter sølv og slaver. En lille dreng – som aldrig gives navn i filmen, men derimod blot kendes som "gæst" – overværer hvordan hans forældre myrdes og hans søster stjæles. Selv overlever han da vikingen der havde fået ordre til at dræbe ham får medlidenhed med ham og trodser ordren. Tyve år senere drager drengen der i mellemtiden er blevet mand selv til Island for at befri sin søster og gøre regnskabet op med de ansvarlige drabsmænd. Imidlertid er søsteren i mellemtiden blevet gift med vikingelederen ansvarlig for forældrenes død.

## Medvirkende
| Skuespiller          | Rolle          |
| -------------------- | -------------- |
| Jakob Þór Einarsson  | "Gæst"         |
| Edda Björgvinsdóttir | "Gæsts" søster |
| Helgi Skúlason       | Thord          |
| Egill Ólafsson       | Thords bror    |
| Flosi Ólafsson       | Eirikur        |
| Gotti Sigurdarson    | Einar          |